# رون ريغان
رون ريغان (بالإنجليزية: Ron Reagan) (و. 1958 – م) هو مقدم برامج إذاعية، وصحفي من الولايات المتحدة الأمريكية ولد في لوس أنجلوس.

## التعليم
تعلم في جامعة جنوب كاليفورنيا.

## روابط خارجية
- رون ريغان على موقع IMDb (الإنجليزية)
- رون ريغان على موقع إن إن دي بي (الإنجليزية)
- رون ريغان على موقع قاعدة بيانات الفيلم (الإنجليزية)